# ダナン駅
ダナン駅（ダナンえき、ベトナム語：Ga Đà Nẵng / 𥩤沱㶞）はベトナム中部のダナン市にある、ベトナム鉄道・南北線の駅である。

## 概要
ダナン駅は、ベトナム中部の中央直轄市であり、人口89万人が暮らすダナン市にある。南北線の起点駅であるハノイ駅より、791km地点に位置し、これは東京駅-福山駅間とほぼ同じ距離である。市の中心部に位置するため、利便性が良い。

## 駅構造
単式と島式の複合型ホーム2面3線をもつ地上駅である。駅舎はホームに面している。当駅は、通過可能形のスイッチバック駅であり、当駅を経由して目的地に向かう際には、進行方向が逆になる。

## 駅周辺
- チー・ラン・スタジアム (900m)
- ダナン国際空港 (3km)
- 駅前に、退役した蒸気機関車が静態保存されている。